# Septoria ficariae
Septoria ficariae Desm. – gatunek grzybów z klasy Dothideomycetes. Grzyb mikroskopijny pasożytujący na niektórych gatunkach roślin z rodziny jaskrowatych (Ranunculaceae). Powoduje u nich plamistość liści.

## Systematyka i nazewnictwo
Pozycja w klasyfikacji według Index Fungorum: Septoria, Mycosphaerellaceae, Capnodiales, Dothideomycetidae, Dothideomycetes, Pezizomycotina, Ascomycota, Fungi.

## Morfologia
Objawy na liściuW miejscach rozwoju grzybni na górnej stronie liści tworzą się przeważnie okrągłe lub eliptyczne, rzadziej nieregularne plamy o rozmiarach 2–8 × 2–5 mm. Początkowo są zielonkawobrązowe, potem brązowe z ciemnobrązową obwódką. Z czasem ich środek zmienia barwę na szarobiałą lub szarą. Mogą zajmować dużą część powierzchni liścia, przy czym sąsiednie plamy łączą się z sobą.
Cechy mikroskopoweGrzybnia rozwija się w tkance miękiszowej wewnątrz liści. Pyknidia występują na obydwu stronach liścia, ale zazwyczaj głównie na jego górnej stronie. Mają średnicę 56–122 μm. Ostiole pojedyncze, o średnicy 10–22 μm. Wewnątrz pyknidiów powstają igiełkowate, proste, lub nieco wygięte konidia o długości 22–34 μm i średnicy zaledwie 1–1,5 μm, podzielone 0-3 septami.

## Występowanie
S. ficariae występuje w większości krajów Europy, na Nowej Zelandii, w Rosji i Chinach. W piśmiennictwie naukowym na terenie Polski podano 7 stanowisk.
Monofag. Opisano jego występowanie na ziarnopłonie wiosennym (Ficaria verna) i jaskrze płomienniku (Ranunculus flammula), w Polsce tylko na ziarnopłonie wiosennym.